# Tassara (Niger)
Tassara è un comune rurale del Niger facente parte del dipartimento di Tchintabaraden nella regione di Tahoua.